# أنطونيو سودا
أنطونيو سودا (بالإيطالية: Antonio Soda)‏ هو مدرب كرة قدم ولاعب كرة قدم إيطالي في مركز الهجوم، ولد في 24 يونيو 1964 في كيوترو في إيطاليا. لعب مع نادي إمبولي ونادي باري ونادي باليرمو ونادي تريستينا ونادي سبال ونادي كاتانزارو.

## وصلات خارجية
- أنطونيو سودا على موقع قاعدة بيانات كرة القدم.إي يو (الإنجليزية)
- أنطونيو سودا على موقع Soccerway.com (الإنجليزية)
- أنطونيو سودا على موقع عالم كرة القدم.نت (الإنجليزية)